# Glomeris longaronensis
Glomeris longaronensis är en mångfotingart som beskrevs av Karl Wilhelm Verhoeff 1930. Glomeris longaronensis ingår i släktet Glomeris och familjen klotdubbelfotingar. Inga underarter finns listade i Catalogue of Life.